# Das Geheimnis der grünen Stecknadel
Das Geheimnis der grünen Stecknadel (italienischer Titel Cosa avete fatto a Solange?) ist ein italienisch-deutscher Kriminalfilm, der in Deutschland als 37. Edgar-Wallace-Film der Nachkriegszeit veröffentlicht wurde. Der Film, der auf Motiven des Romans „Das Geheimnis der Stecknadel“ (Originaltitel: The Clue of the New Pin) von Edgar Wallace basiert, wurde vom 13. September bis 1. November 1971 unter der Regie des Italieners Massimo Dallamano in London und Rom gedreht. Der von der deutschen Rialto Film koproduzierte und in Techniscope aufgenommene Giallo startete am 9. März 1972 in den Kinos beider Herstellungsländer.

## Handlung
Inspektor Barth von Scotland Yard muss dieses Mal auf der Jagd nach dem Mörder die berühmte „Stecknadel im Heuhaufen“ suchen. Im Londoner Hyde Park wird die Schülerin eines katholischen Mädcheninternats ermordet aufgefunden. Das einzige Indiz, das die Polizei am Tatort vorfindet, ist eine grüne Stecknadel.
Inspektor Barths erster Verdacht richtet sich gegen den Italienischlehrer Henry Rossini. Dieser hatte sich mit der Schülerin Elisabeth, mit der er ein Verhältnis hat, nahe dem Tatort aufgehalten und verwickelt sich bei seiner ersten Vernehmung in Widersprüche. Kurze Zeit später wird die Schülerin Janet ebenfalls ermordet. Nachdem Elisabeth das dritte Opfer des Mörders wird, versucht Rossini nun mit eigenen Nachforschungen das Verbrechen aufzuklären und stößt auf ein Mädchen namens Solange.
Solange ist ein ehemaliges Mitglied einer eingeschworenen Internats-Clique. Das Erkennungszeichen der beteiligten Mädchen ist eine grüne Stecknadel. Mit diesem Wissen lüftet Inspektor Barth ein schreckliches Geheimnis: Die Mädchenclique hat gemeinsam mit einer Jungenclique aus einem benachbarten Internat illegale Sexparties abgehalten. Solange, die Tochter von Professor Bascombe, ist damals als Folge einer solchen Party schwanger geworden. Um dies zu vertuschen, ist sie von den übrigen Mädchen gezwungen worden, sich einer illegalen Abtreibung zu unterziehen. Von dieser missglückten Abtreibung rührt der Schockzustand her, unter dem das Mädchen nunmehr leidet. Der Professor hat dies herausgefunden. Aus Rache für die Schändung seiner Tochter hat er als Priester verkleidet die Morde begangen und bei jedem Opfer eine grüne Stecknadel hinterlassen.

## Rezeption
Der Film erhielt sehr unterschiedliche Kritiken, von geschickt (Stuttgarter Zeitung) über hart inszeniert (Filmecho) bis hin zu mäßig spannend und ungereimt (Lexikon des internationalen Films).
Auf Rotten Tomatoes überwiegt die Anzahl der positiven Einschätzungen und liegt bei den sieben Kritikerrezensionen bei 71 Prozent und bei der Beurteilung durch über 1000 Zuschauer bei 77 Prozent positiven Rückmeldungen. Über 5000 Bewertungen auf der Internet Movie Database ergaben eine Gesamtwertung von 6,9 von 10 Sternen.
Hier einige Rezensionen:

„Ein Edgar-Wallace-Film, in Kammerspielmanier gedreht. […] Leider ist der Film zu breit angelegt. Aber er fesselt trotzdem. Gute Schauspieler, u. a. Karin Baal und Fabio Testi, Joachim Fuchsberger (zieht seine elegante Kommissarmasche ab), und Günther Stoll (bleibt blaß), geben ihm Niveau.“

„Das Unbehagliche an diesem hart inszenierten Krimi ist dessen Vermischung mit spekulativem Sex.“

„Regisseur Massimo Dallamano hat geschickt die vielen Fäden zusammengestrickt.“

„Verworrener Krimi. Die Edgar Wallace Reihe hatte zwar Italien erreicht, aber mit den früheren Krimis nicht mehr viel gemeinsam. (Wertung: mäßig)“

„Nur mäßig spannende Wallace-Verfilmung, die sich den Anstrich eines Psychothrillers gibt, aber voller Ungereimtheiten steckt und in modischen Klischees erstickt.“

## Sonstiges
- „Das Geheimnis der grünen Stecknadel“ war ursprünglich der Titel eines von Herbert Reinecker geschriebenen Drehbuchs, frei nach dem Roman „Das Geheimnis der Stecknadel“ (Originaltitel: The Clue of the New Pin). Der Film sollte 1969 unter der Regie von Harald Reinl u. a. mit Günther Schramm, Karin Hübner, Fritz Wepper, Stefan Behrens und Siegfried Schürenberg gedreht werden. Nach dem schlechten Geschäftsergebnis des Wallace-Films „Das Gesicht im Dunkeln“ wurde das Projekt jedoch nicht realisiert und der Titel stattdessen für diesen Film verwendet.
- Bis auf die Friedhofszene und Innenaufnahmen, die man in Rom drehte, fanden alle Aufnahmen in London statt.
- Der für seine Musik zu Italo-Western berühmt gewordene Komponist Ennio Morricone schrieb bereits die Filmmusik der in Deutschland als Bryan-Edgar-Wallace-Krimis vermarkteten Giallos „Das Geheimnis der schwarzen Handschuhe“ (1969) und „Die neunschwänzige Katze“.
- Günther Stoll war zunächst für die Rolle des Inspektors vorgesehen. Nach der Umbesetzung mit Joachim Fuchsberger übernahm er die Rolle des Professor Bascombe, für die man ursprünglich Fritz Tillmann engagieren wollte.
- Fabio Testi wurde für die deutsche Fassung von Klaus Kindler synchronisiert. Die Stimme des Mörders stammte von Gerd Martienzen.
- Joachim Fuchsberger wirkte zum 13. und letzten Mal in einem Edgar-Wallace-Film mit. Auch Karin Baal (drei Filme) und Günther Stoll (vier Filme) nahmen mit diesem Film Abschied von der Reihe.
- Die deutsche Fassung des Films, die etwa zehn Minuten kürzer ist als die italienische, wurde von der FSK ab 16 Jahren freigegeben. Der Film ist als Einzelfilm und in Sammlereditionen bei Universum Film erschienen. Inzwischen wurde die Originalfassung (103 Minuten) von dem Label Koch Media auf Blu-Ray und DVD veröffentlicht. In dem Set ist außerdem noch die deutsche Kinofassung und eine Dokumentation über die Edgar-Wallace-Krimis enthalten.